# USS Wright (CVL-49)
El USS Wright (CVL-49) de la Armada de los Estados Unidos fue un portaaviones ligero de la clase Saipan asignado en 1947 y convertido en barco de mando en 1963. Fue la segunda nave de la marina de guerra bautizada Wright, en honor a los hermanos Orville y Wilbur Wright.
Fue puesto en gradas en 1944, botado en 1945 y comisionado en 1947. Fue reconvertido en barco de mando CC-2 y recomisionado en 1963. Finalmente tuvo su baja en 1970.

## Construcción
Construido por New York Shipbuilding Corporation, fue puesto en gradas el 21 de agosto de 1944, botado el 1 de septiembre de 1945 y comisionado el 9 de febrero de 1947.

## Historia de servicio

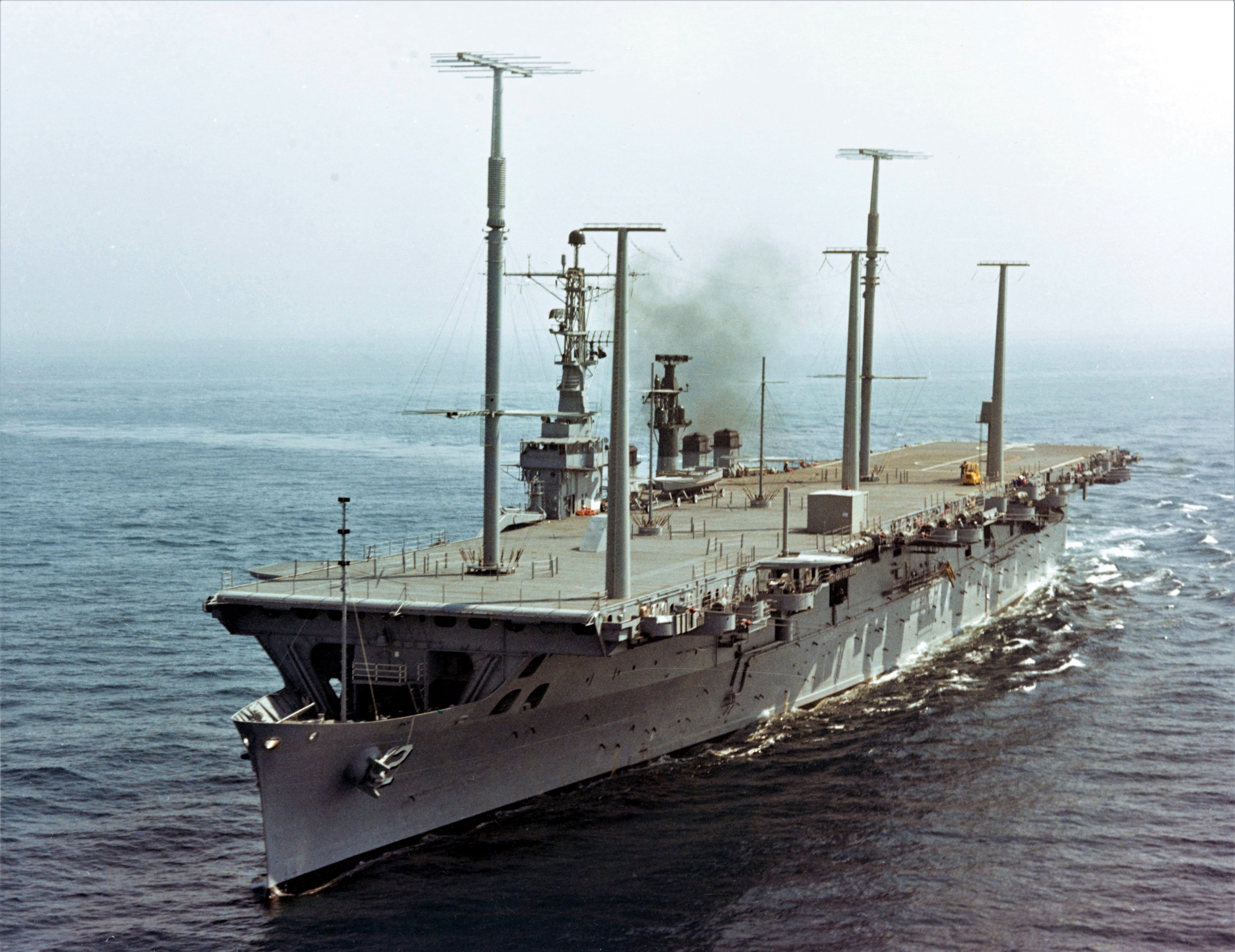
USS Wright (CC-2)

El portaaviones ligero Wright (CVL-49) estuvo en servicio de 1947 a 1956. Fue re-clasificado como portaaviones auxiliar (AVT-7) en 1959 y posteriormente en 1962 fue sometido a conversión en buque de comando. Regresó a comisión en 1963 reclasificado CC-2.
El Wright (CC-2), con apostadero en Norfolk, Virginia, estuvo en servicio de 1963 a 1970. De baja, permaneció en reserva hasta su venta para desguace en 1980.